# Entacapone
Entacapona é uma droga que funciona como inibidor da catecol-O-metiltransferase. Ela é usada no tratamento da doença de Parkinson.
Quando administrada em conjunto com agentes dopaminérgicos tais como L-DOPA, a entacapona impede COMT de metabolizar a L-DOPA em-3-metoxi 4-hidroxi-L-fenilalanina (3-OMD) na periferia, que não atravessa facilmente a barreira hemato-encefálica. Farmacologicamente, a entacapona é um pouco semelhante a carbidopa ou benserazida, na medida em que é um inibidor de uma enzima que converte a L-DOPA em um composto que não pode atravessar a barreira hemato-encefálica. Carbidopa e benserazida inibem a L-amino ácido aromático carboxilase, que converte a L-DOPA em dopamina, que não pode atravessar a barreira hemato-encefálica.
A entacapona é um membro da classe de drogas conhecidas como nitrocatecolatos.

## Usos clínicos
- Tratamento adjuvante de Parkinson juntamente com levodopa e carbidopa.

## Mecanismo de acção
Bloqueia a COMT periferica, impedindo a metabolização á periferia da levodopa.

## Administração
Via oral.

## Efeitos clinicamente úteis
Aumenta a semi-vida plasmática de levodopa e a fracção desta que atinge o sistema nervoso central.

## Efeitos adversos
Os efeitos indesejáveis mais frequentes causados pela entacapona estão relacionadas com os efeitos aumentados de L-DOPA, tais como movimentos involuntários (discinesias). Estes ocorrem mais frequentemente no início do tratamento com entacapona. Outros efeitos colaterais mais comuns são problemas gastrointestinais, incluindo náuseas e dores abdominais. A diarréia é um efeito frequentemente relatados e problemático lado que pode resultar em investigação desnecessária, mas resolve rapidamente sobre a retirada da droga. A entacapona pode tornar a urina marrom-avermelhada. Este é um efeito colateral inofensivo e não é um motivo de preocupação. Em estudos com entacapona, algumas pessoas têm relatado uma boca seca.